# 水谷研治
水谷 研治（みずたに けんじ、1933年10月18日 - ）は、日本の経済学者。経済評論家。経済学博士（名古屋大学）、中京大学名誉教授。「日本経済の分析と展望」などを研究テーマとしてテレビ、ラジオへの出演多数。愛知県名古屋市出身。兄は名古屋大学名誉教授の水谷伸治郎。

## 経歴
- 1952年 愛知県立名古屋西高等学校卒業
- 1956年 名古屋大学経済学部経済学科卒業（塩野谷九十九ゼミ）
- 1956年 東海銀行入行（調査部長、専務取締役等歴任）
- 1994年 東海総合研究所（代表取締役）
- 1999年 中京大学大学院教授
- 2003年 中京大学大学院MBAビジネス・イノベーション研究科教授
- 2008年 中京大学名誉教授

## 著書
- 1972年 企業金融論の基礎 東洋経済新報社
- 1985年 金融の話 東洋経済新報社
- 1987年 日本経済・衰退の危機 -新たなる繁栄の条件を探る- PHP研究所
- 1988年 経済危機の波動 -債務の循環と経済のトレンド- 東洋経済新報社
- 1990年 世界経済大転換 講談社
- 1991年 アメリカの破産 -ドル暴落と世界恐慌の可能性を探る- PHP研究所
- 1992年 強者が収奪される時代 -経済の改革か崩壊か- 東洋経済新報社
- 1995年 「縮小均衡」革命 -最発展のための経済改革- 東洋経済新報社
- 1996年 右肩下がりの日本経済 PHP研究所
- 1997年 崖っぷちの日本経済 東洋経済新報社
- 1998年 赤字財政の罠 PHP新書
- 1998年 ドル大崩落 -アメリカ発・世界恐慌は避けられるか- PHP研究所
- 1999年 日本経済 大転換への覚悟 東洋経済新報社
- 2000年 豊かさの破綻－日本経済はどうなる PHP研究所
- 2001年 節約国家のすすめ－耐乏の後に繁栄あり 東洋経済新報社
- 2003年 日本経済 恐ろしい未来 東洋経済新報社
- 2004年 世界最強 名古屋経済の衝撃 講談社
- 2004年 水谷研治の講義 日本経済 ダイヤモンド社
- 2005年 世界最強 名古屋経済の衝撃 講談社+α文庫
- 2005年 耐乏なくして再生なし－日本経済・復活のシナリオ 東洋経済新報社
- 2006年 銀行の錯覚－いまこそ正道に立ち返れ PHP研究所
- 2007年 日本経済 インフレの危機 東洋経済新報社
- 2008年 日本経済、どん底への転落